# Szczyrk

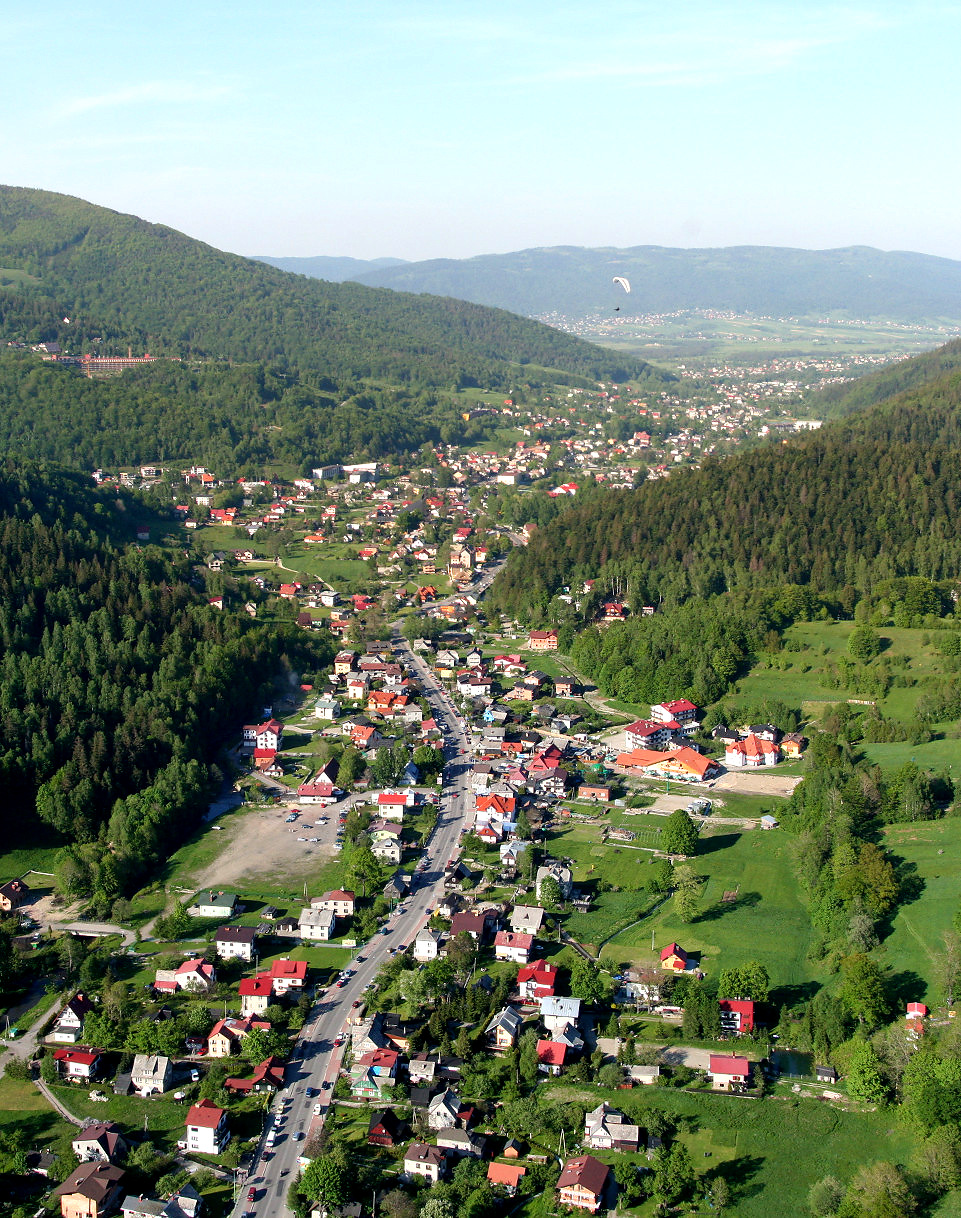
Aus der Vogelperspektive

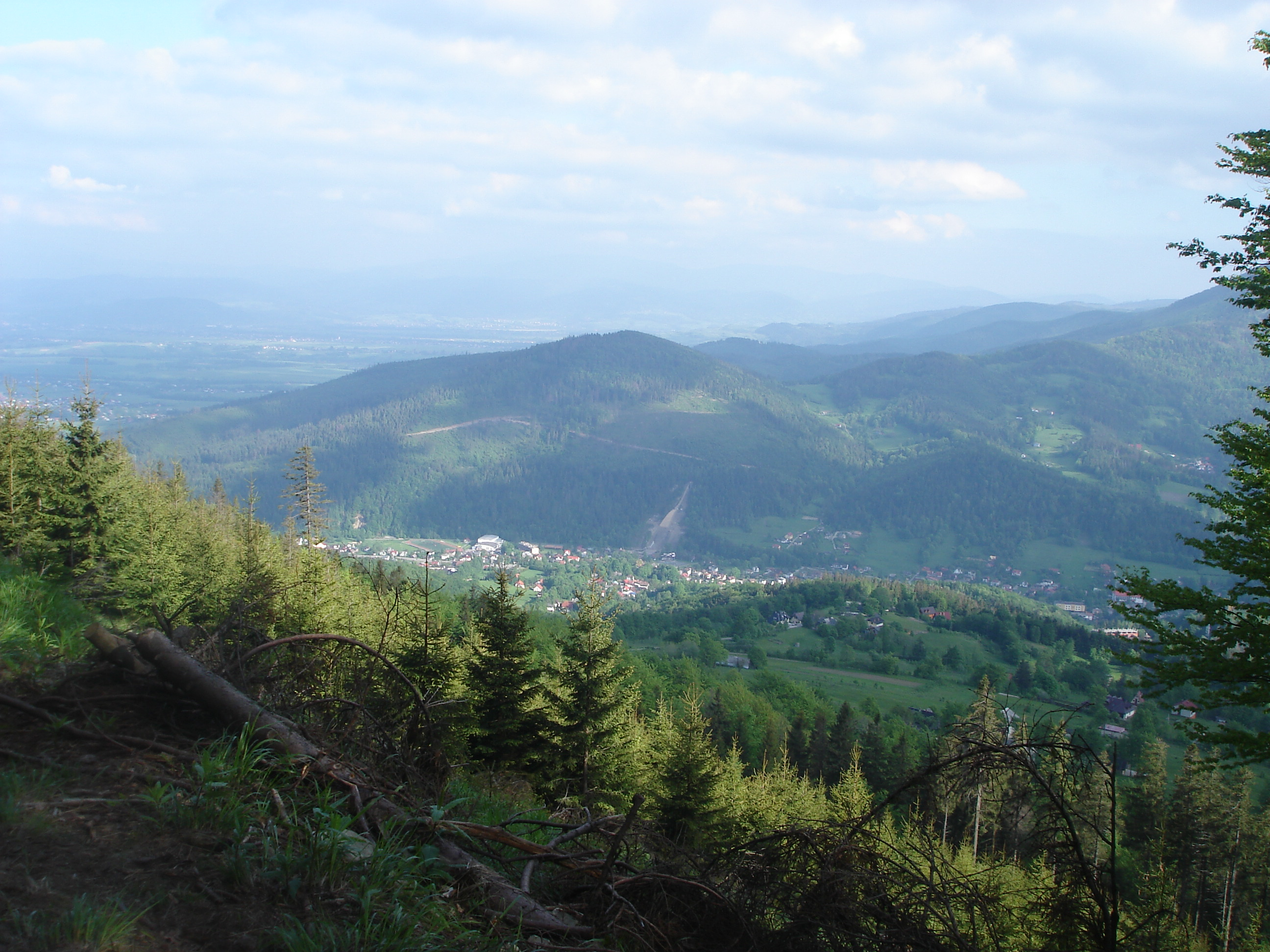
Blick vom Klimczok

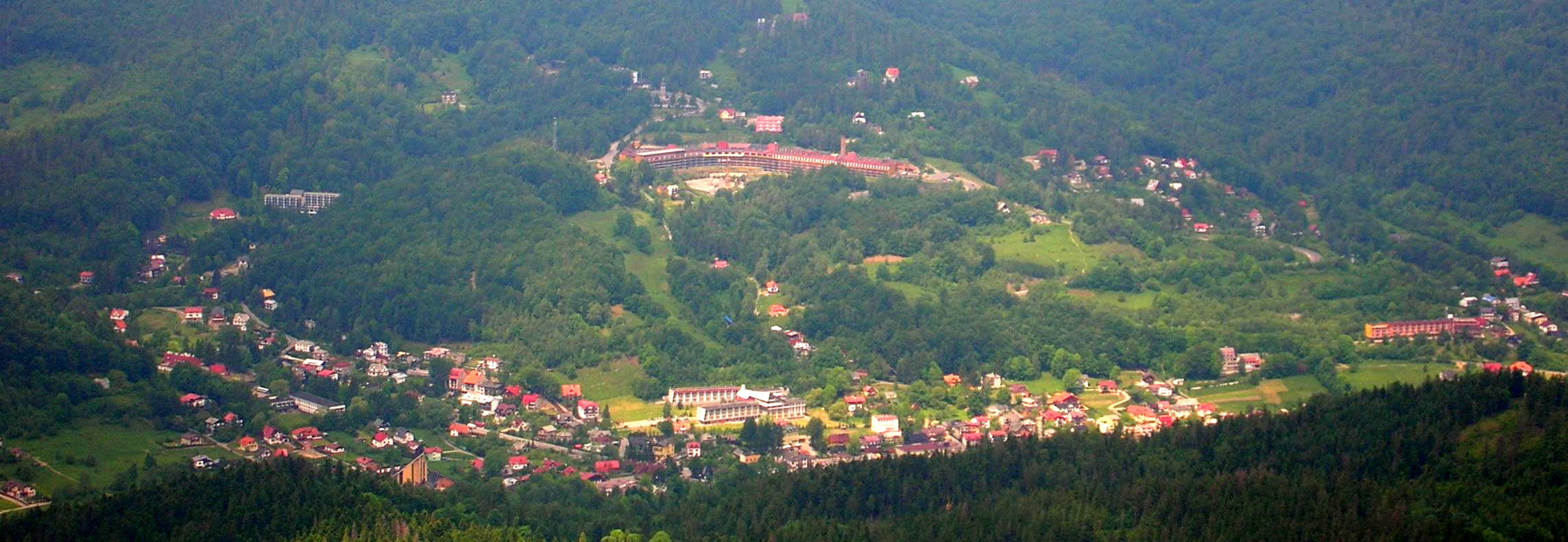
Blick vom Skrzyczne

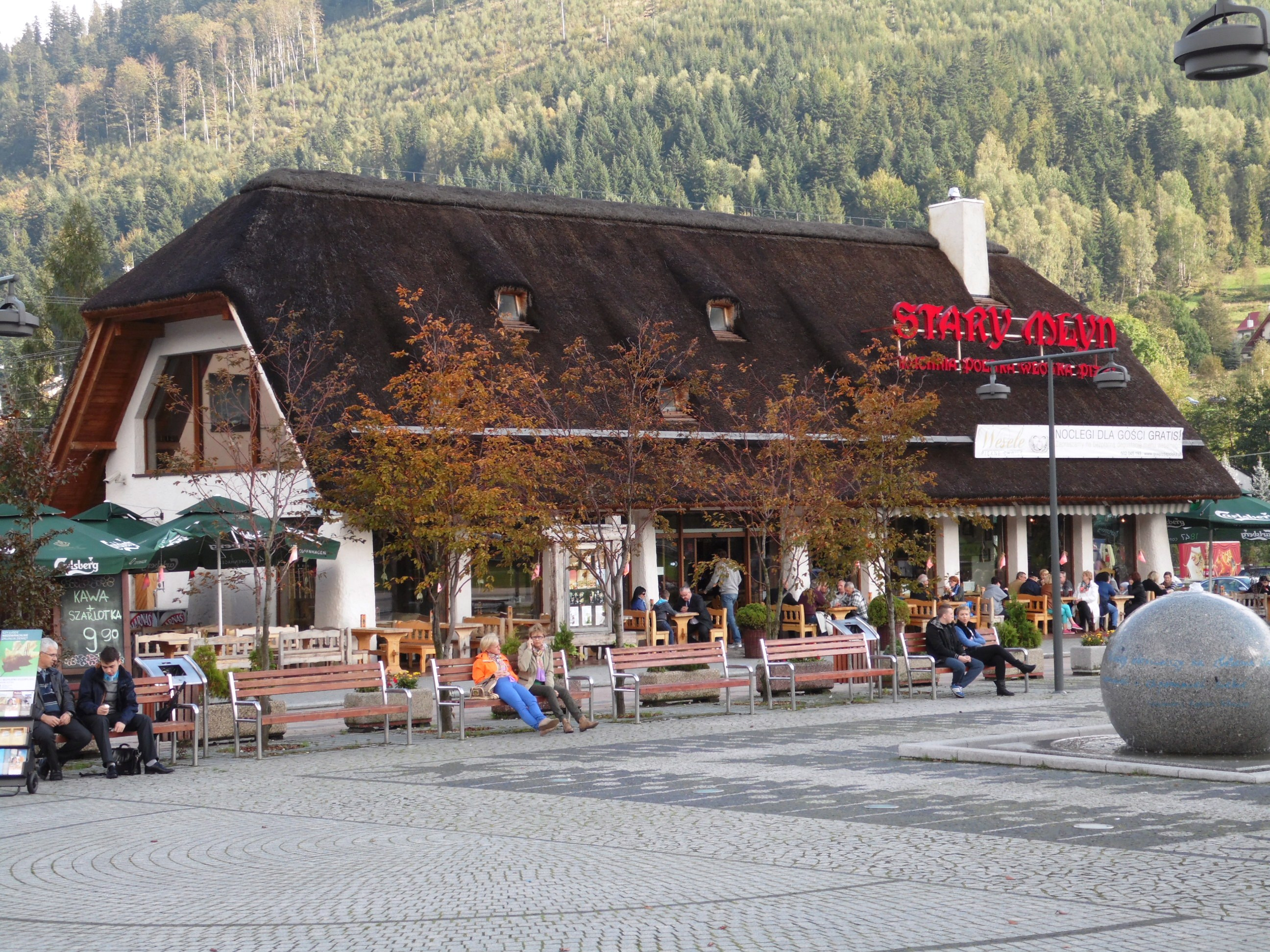
Fußgängerzone

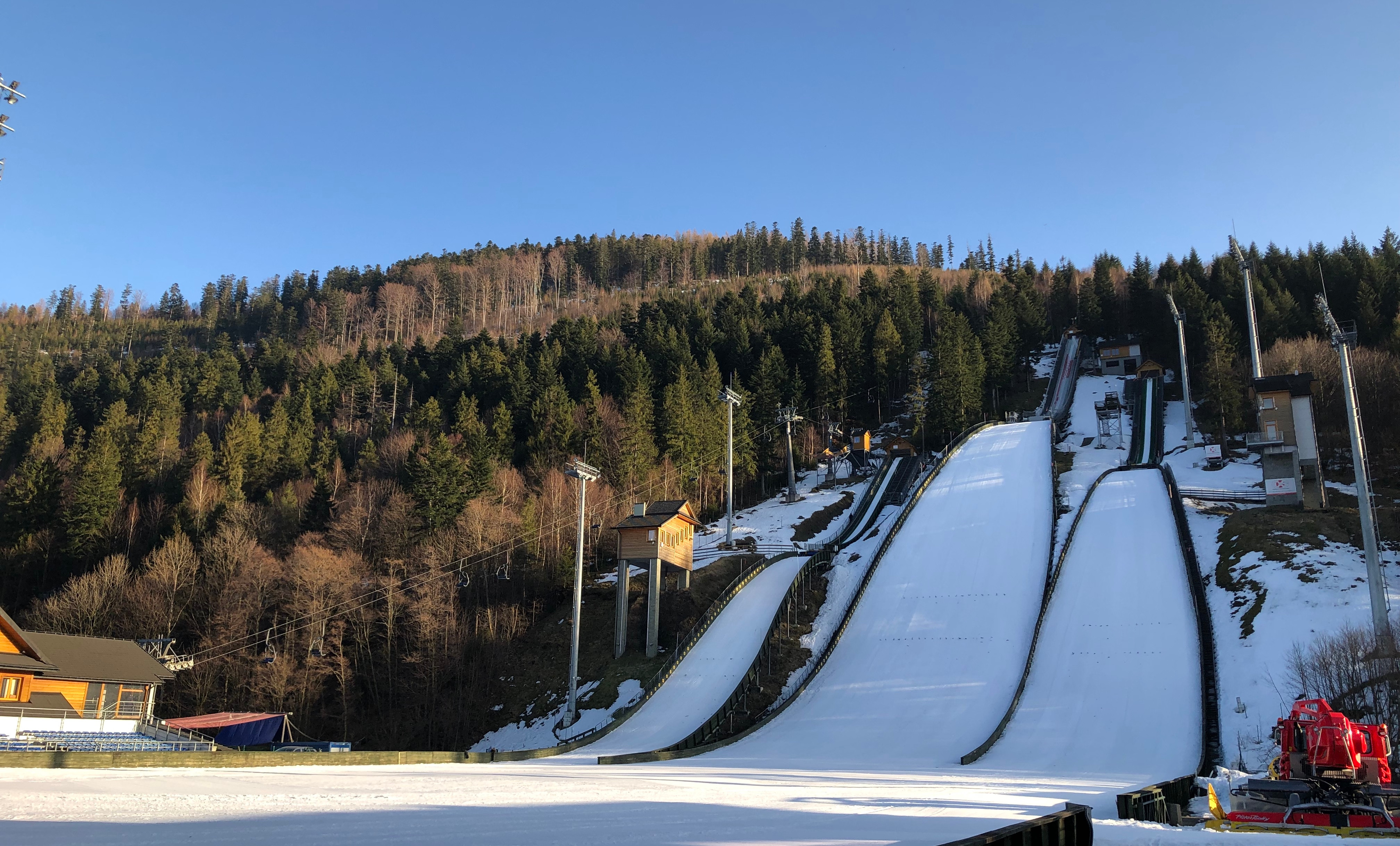
Skalite-Schanzen (2019)

Szczyrk [ʂt͡ʂɨrk] (deutsch Schirk) ist eine polnische Stadt in der Woiwodschaft Schlesien im Powiat Bielski. Es ist neben Zakopane und Wisła einer der bekanntesten polnischen Wintersportorte in den Karpaten. Szczyrk verfügt über 60 km Skipisten und etwa 30 Skilifte. Die Stadt ist Mitglied der Euroregion Beskydy und der Beskidzka5.

## Geographie
Szczyrk ist eine der südlichsten und höchstgelegenen Städte Polens. Der höchste Gipfel im Gemeindegebiet ist der Skrzyczne mit 1257 m über dem Meeresspiegel. In der Umgebung befinden sich weitere Berge: Malinowska Skała, Magura, Klimczok (1117 m). Das Stadtgebiet selbst reicht von 450 m bis zu 1000 m. Szczyrk liegt in den Schlesischen Beskiden im Tal der Żylica südlich von Bielsko-Biała, östlich von Wisła und nordwestlich von Żywiec. Neben Bielsko-Biała und Wisła grenzt Szczyrk auch an Brenna, Buczkowice, Lipowa und Wilkowice. 70 % der Gemeindefläche bestehen aus Wald und weniger als 5 % sind bebaut.
Im Südwesten unter dem gleichnamigen Gebirgspass befindet sich der Stadtteil Salmopol.

### Stadtteile
Da Szczyrk aus zahlreichen Bergdörfern, die verstreut in den Tälern der Schlesischen Beskiden liegen, zusammengewachsen ist, hat es viele in sich abgeschlossene Ortsteile:
Becyrk, Beskid, Beskidek, Biały Krzyż, Bieniadka, Bieńków, Bieńkula, Biła, Bobula, Borowina, Bugaj, Byrdów, Cerchlisko, Ciche, Czyrna, Doliny, Drodzyska, Dunacie, Gacioki, Górka Szczyrkowska, Hala Podskrzyczeńska, Hondraski, Jajconka, Jaworzyna, Karkoszczonka, Kaźmirula, Kępki, Kępy, Kotarz, Krupówki, Krzyków, Kubaszki, Kurówki, Lanckorona, Łączysko, Łąki, Majchrówka, Malinów, Migdalskie, Młaki, Mocarze, Mojsokula, Nad Meszną, Nowoć, Pasieki, Pezdówka, Piekło, Płończycka, Pod Beskidem, Pod Brzeziny, Podskole, Podzwalisko, Porębskich, Pośrednie, Reich, Rombaniska, Salmopol, Sialisiokula, Sidzinów, Siodło, Skality, Stanickowskie, Stawisko, Suche, Szczyrk Dolny, Szczyrk Górny, Szewcula, Śliwiacka Łąka, Świniarki, Urbaczkula, Wawrzutka, Wiatrówka, Wielki Kęs, Więzikówka, Wyrobiska, Zachańderka, Zagrody, Zapalenica, Zaprzelina, Za Wodą, Zwalisko.

## Geschichte

### Mittelalter
Das Tal der Żylica wurde im 15. Jahrhundert vom Saybuscher Becken aus besiedelt. Die Anfänge des Dorfes sind mit der Besiedlung der Region um Żywiec durch Wanderhirten im 15. und 16. Jahrhundert verbunden (siehe auch: Goralen, die sogenannte walachische Kolonisation begann ursprünglich in der Walachei). Einige Ortsbezeichnungen gehen auf die romanischsprachigen Walachen zurück. Der Ort gehört historisch zur kleinpolnischen Region Saybuscher Land.

### Neuzeit
1630 wurde eine erste Volkszählung in Szczyrk zu Steuerzwecken erhoben. Salmopol, eine lutherische Ansiedlung der Schlesischen Goralen, wurde 1688 erstmals urkundlich erwähnt. Die Bewohner lebten von der Waldwirtschaft und Schafzucht, aber auch Landwirtschaft und Weberei.

### Teilungszeit
1772 mit der Ersten Teilung Polens fiel der Ort an Österreich. Im 19. Jahrhundert verschlechterten sich die Lebensbedingungen durch (Land-)Wirtschaftskrisen und Industrialisierung, so dass ein großer Teil der arbeitenden Bevölkerung ins nahe Bielsko-Biała, damals eine deutsche Sprachinsel, abwanderte. Gegen Ende des Jahrhunderts bewirkte der einsetzende Tourismus jedoch eine Wiederbelebung der Region. Um 1900 lebten ca. 2500 Menschen in Szczyrk, von denen fast alle polnischsprachig und über 90 % katholisch waren. Im damals selbständigen Salmopol waren alle Bewohner polnischsprachig, aber über 70 % Lutheraner.

### Moderne
Nach dem Ersten Weltkrieg kam Szczyrk wieder an Polen und gehörte dem Powiat Bialski in der Woiwodschaft Krakau. Der Tourismus entwickelte sich in der Zwischenkriegszeit zur wichtigsten Einnahmequelle. Die österreichischen Kasernen und Lazarette wurden zu Hotels umgebaut. Der von deutschsprachigen Stadtbürgern geprägte Beskidenverein baute 1924 die Berghütte Skrzyczne. Im Jahre 1927 wurde die Siedlung Salmopol eingemeindet. 1933 kam eine zweite Berghütte hinzu. Im Zweiten Weltkrieg war der Ort von Deutschland besetzt und fiel an den Landkreis Bielitz im neuen „Ostoberschlesien“. 1945 kam er an die Volksrepublik Polen. 1973 erhielt der Szczyrk die Stadtrechte. 2009 fanden das Europäische Olympische Winter-Jugendfestival in Szczyrk und anderen Orten in und um die Schlesischen Beskiden statt.

## Tourismus

### Sehenswürdigkeiten
- Marienheiligtum „Na Górce“ („Auf dem Hügel“)
- St.-Jakobs-Kirche (Kościół św. Jakuba)
- Evangelische Kirche im Stadtteil Salmopol
- Verschiedene Höhlen (Jaskinia Lodowa, Jaskinia Salmopolska, Jaskinia Malinowska und Grota Klimczoka)
- Sessellift auf den Gipfel des Berges Skrzyczne
- Der Gebirgspass Przełęcz Salmopolska

### Wanderwege
In Szczyrk beginnen zahlreiche markierte Wanderwege, die in die umliegenden Gebirge führen:
- ▬ Ostre – Skrzyczne – Szczyrk Centrum – PTTK-Berghütte Klimczok – Bystra – Wilkowice
- ▬ Wilkowice – Bystra – Przełęcz Kołowrót – Siodło pod Klimczokiem – Szczyrk Biła – Szczyrk Centrum – Skrzyczne – Malinowska Skała – Barania Góra
- ▬ Szczyrk Centrum – Szczyrk Biła – Przełęcz Karkoszczonka – Brenna Bukowa
- ▬ Szyndzielnia – Siodło pod Klimczokiem – Przełęcz Karkoszczonka – Beskid Węgierski – Grabowa – Szczyrk Przełęcz Salmopolska – Malinów – Malinowska Skała
- ▬ Szczyrk Solisko – Malinów (Zugang zum ▬)
- ▬ Szczyrk Górka – Chata na Groniu – Bystra

### Skigebiete
In Szczyrk gibt es zahlreiche Skigebiete.
- Skigebiet Skrzyczne auf den Hängen des Skrzyczne,
- Skigebiet Czyrna-Solisko auf den Hängen des Małe Skrzyczne
- Skigebiet Szczyrk-Biła auf den Hängen des Beskidek
- Skigebiet Biały Krzyż unweit des Bergpasses Przełęcz Salmopolska
- Skigebiet Beskid
- Skigebiet Czyrna
- Skigebiet Kaimówka

### Skispringen
- Auf den Skalite-Schanzen in Szczyrk werden regelmäßig Wettbewerbe im Skispringen ausgerichtet.

## Politik

### Bürgermeister
An der Spitze der Verwaltung steht der Bürgermeister. Seit 2015 ist dies Antoni Byrdy, der für sein eigenes Wahlkomitee antritt. Die turnusmäßige Wahl im April 2024 brachte folgendes Ergebnis:
- Antoni Byrdy (Wahlkomitee „Bürgermeister Antoni Byrdy“) 58,1 % der Stimmen
- Stanisław Łaciak (Wahlkomitee der Vereinigung „Neue Initiative“) 41,9 % der Stimmen

Damit wurde der Amtsinhaber Antoni Byrdy bereits im ersten Wahlgang für eine weitere Amtszeit gewählt.
Die turnusmäßige Wahl im Oktober 2018 brachte folgendes Ergebnis:
- Antoni Byrdy (Wahlkomitee „Szczyrker gemeinsam“) 79,1 % der Stimmen
- Ryszard Cembala (Wahlkomitee „Recht und Gesellschaft“) 20,9 % der Stimmen

Damit wurde der Amtsinhaber Antoni Byrdy bereits im ersten Wahlgang für eine weitere Amtszeit gewählt.

### Stadtrat
Der Stadtrat von Szczyrk besteht aus 15 Mitgliedern. Die Wahl 2024 führte zu folgendem Ergebnis:
- Wahlkomitee „Bürgermeister Antoni Byrdy“ 47,7 % der Stimmen, 7 Sitze
- Wahlkomitee der Vereinigung „Neue Initiative“ 40,2 % der Stimmen, 5 Sitze
- Wahlkomitee „Szczyrk meine Stadt“ 12,1 % der Stimmen, 3 Sitze

Die Wahl 2018 führte zu folgendem Ergebnis:
- Wahlkomitee „Szczyrker gemeinsam“ 65,6 % der Stimmen, 15 Sitze
- Wahlkomitee „Recht und Gesellschaft“ 32,7 % der Stimmen, kein Sitz
- Prawo i Sprawiedliwość (PiS) 1,6 % der Stimmen, kein Sitz

### Partnerstädte
Partnerstädte von Szczyrk sind:
- Jászkisér (Ungarn) – seit 23. April 2004
- Mikołajki (Polen) – seit  1. Juli 2007
- Zetel (Deutschland) – seit 24. Oktober 2008

## Persönlichkeiten

### Söhne und Töchter der Stadt
- Antoni Wieczorek (1924–1992), Skispringer und Skisprungtrainer
- Jakub Węgrzynkiewicz (1928–2006), Skispringer
- Józef Marek (1930–1978), Weihbischof in Breslau
- Antoni Łaciak (1939–1989), Skispringer
- Henryk Marek (* 1939), Skilangläufer
- Stefan Hula (1947–2025), Nordischer Kombinierer
- Karolina Waniczek (* 1983), Naturbahnrodlerin
- Maciej Bydliński (* 1988), Skirennläufer

## Panorama

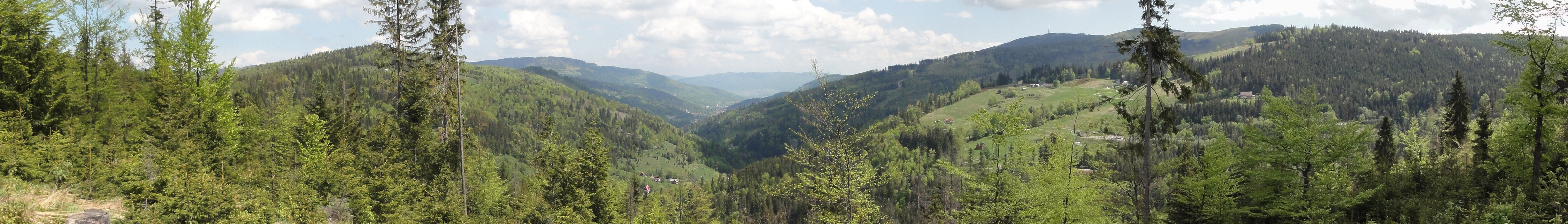
Blick vom Pass Przełęcz Salmopolska